# RegioJet
A RegioJet a.s. egy magántulajdonú vasúttársaság Csehországban és Szlovákiában. A Student Agency leányvállalata, melynek partnere a Keolis. 2011-ben elsőként törte meg a Cseh Vasutak (ČD) monopóliumát a csehországi távolsági vasúti személyszállításban. 2020 júliusában pedig Magyarországon is megjelent a Prága–Bécs járatok Budapestig történő meghosszabbításával.

## Története

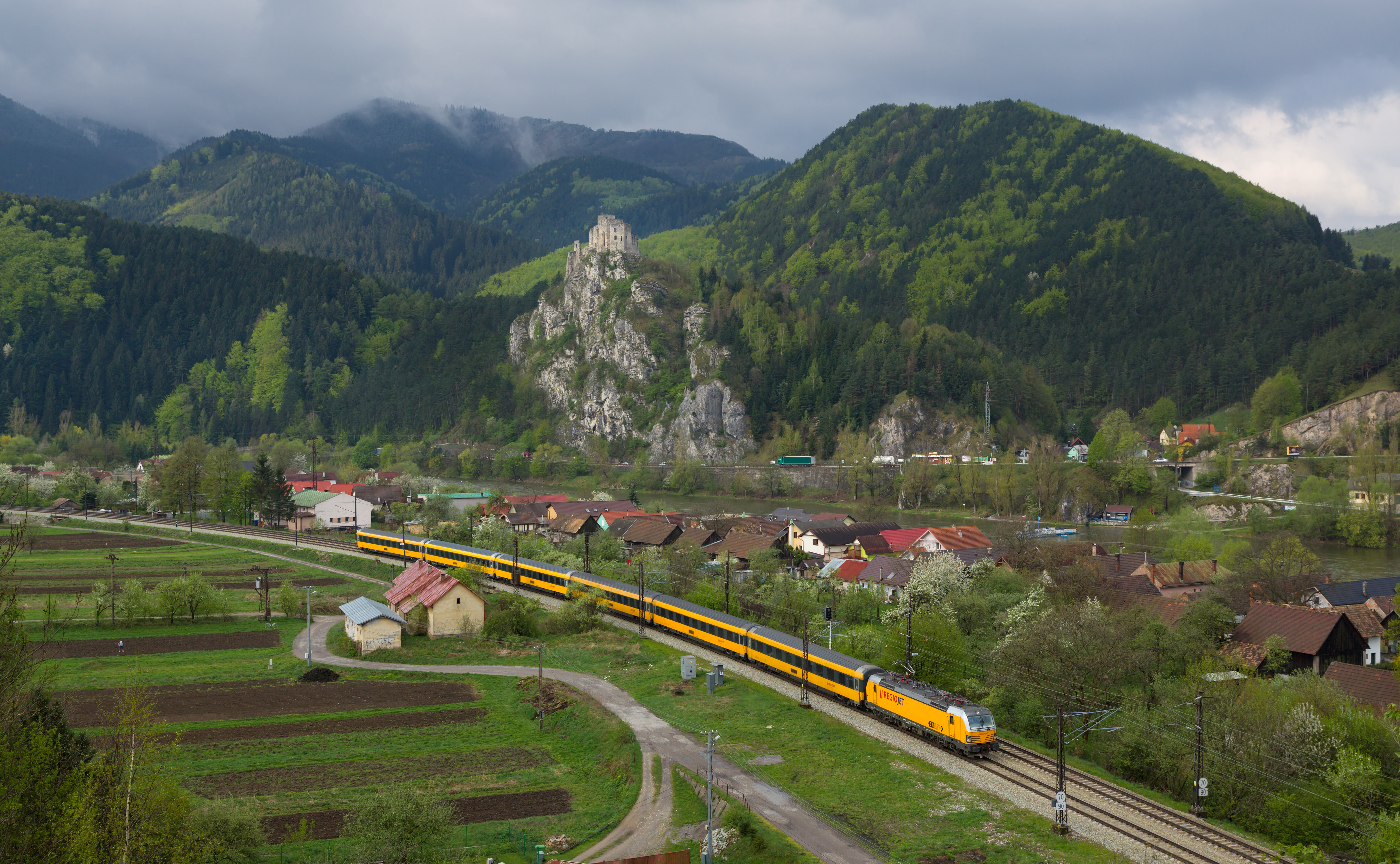
A RegioJet Kassa–Pozsony vonata Sztrecsénynél

A RegioJet 2009-ben pályázni szeretett volna regionális személyszállítás üzemeltetésért, de a cseh kormány elhatározta, hogy 2010-ben az összes szerződést a Cseh Vasutakkal köti meg. A tenderezés nélküli döntés ellen a versenytársak tiltakoztak, hivatkozva az európai uniós (EU) előírások megszegésére. Mivel azonnali piaci lehetőség a cseh regionális szektorban nem volt, a Student Agency elhatározta, hogy inkább a távolsági piacra, a Prága–Ostrava vasútvonalra fókuszál, ezért kilenc villamos mozdonyt, és 40 db személykocsit szerzett be.
A RegioJet három és félórás utazási időt ajánlott, ami a mozdonyvontatású közlekedéssel ugyan versenyképes, de kb. félórával hosszabb, mint a ČD Pendolino menetideje. A jegy árában a helyfoglalás, a vezeték nélküli internet hozzáférés benne van, ezen kívül minden kocsiban van utaskísérő. A jegyek ára változatlan. A díjszabás egyszerű, könnyű áttekinteni, és választani. Nagy hangsúlyt fektetnek arra, hogy a személyzet az utasokkal barátságos, szolgálatkész legyen. Az első két hónapban több mint százezer utast szállított a RegioJet. A RegioJet elnöke kijelentette, hogy Európában az Intercity vonatok között az ülőhely foglaltsági mutató tekintetében a Prága–Ostrava vonalon a legjobb eredményt érték el.
A RegioJet igazgatója kijelentette, nem hiszi, hogy három versenytárs meg tud élni a Prága–Ostrava vonal üzemeltetéséből, és úgy vélte a ČD-nek újra kellene értékelni a távolsági személyszállításban betöltött szerepét. A ČD elnöke kijelentette, ezen az egy vonalon igen sok erőforrást emészthet fel, és ez tönkre teheti másutt a szolgáltatás színvonalát. A régiók és a kormány sok pénzt áldoz a ČD-re, el kell gondolkodni azon, mire fókuszáljon a ČD. A verseny a távolsági forgalomban tovább folytatódik, a következő vonal, amit a RegioJet kiszemelt, az a Prága–Brno vonal. A RegioJet elnöke kijelentette, a magas jegyárak, a rossz csatlakozások csökkentették a határátmeneti forgalmat. Ezt ők gyökeresen megváltoztatják. Ugyanakkor a ČD fejleszteni kívánja a Prága–Brno vonal üzemét is, új vonatok beállításával. Ennek érdekében 16 db, 230 km/h sebességű Railjet vonatot tervezett vásárolni a Siemenstől, de végül mégsem jött létre az üzlet.
A magánvállalatoknak a legjövedelmezőbb távolsági személyszállításba való betörését a korszerű pénzügyi, informatikai háttér és technológia támogatja.

## Szolgáltatások
Csehországban 2009 őszén kapták meg a működési engedélyt, és menetvonalakat igényeltek a 2010–2011-es menetrendben. A szolgáltatás megindítása a Prága–Ostrava vonalon többször késést szenvedett, végül 2011. szeptember 26-án került rá sor Prága és Havířov között kilenc köztes megálló, köztük Ostrava, Olomouc és Pardubice érintésével, napi három vonatpárral. A decemberi menetrendváltáskor ezt kilencre szeretnék emelni, és a szolgáltatást meghosszabbítanák a szlovákiai Zsolnáig, 2012 decemberétől pedig Kassáig járnának a vonatok.
Szlovákiában 2012. március 4-én vették át a szolgáltatást a Pozsony–Komárom-vasútvonalon. A vonalon a ŽSSK 2009-ben 700 ezer utast szállított. A RegioJet sűrűbb, napközben órás, csúcsidőben félórás ütemben közlekedő új vonatai a tervek szerint évente 1,9 millió utast vonzanak majd. A légkondicionált, internetelérést biztosító járműveken a biztonságra a személyzet mellett kamerarendszer is ügyel. A kilenc évre szóló szerződésben a cég a szolgáltatást évi 7,1 millió euróért, az államvasút korábbi megrendelői térítésénél 1,3 millió euróval olcsóbban vállalta. Az utasok száma az első hónapban megduplázódott a korábbiakhoz képest.
2020. július 31-étől Magyarországon is megjelent a Prága–Bécs járatok Budapestig történő meghosszabbításával, továbbá a június 30-án induló Prága-Fiume viszonylatú járat Magyarországon át, csornai megállással közlekedik. 2021. május 28-ától a Fiuméba közlekedő vonat már nem Csornán, hanem Győrön, Budapesten és Zágrábon keresztül közlekedik, és közvetlen kocsikat továbbít Splitbe.

## Járművek

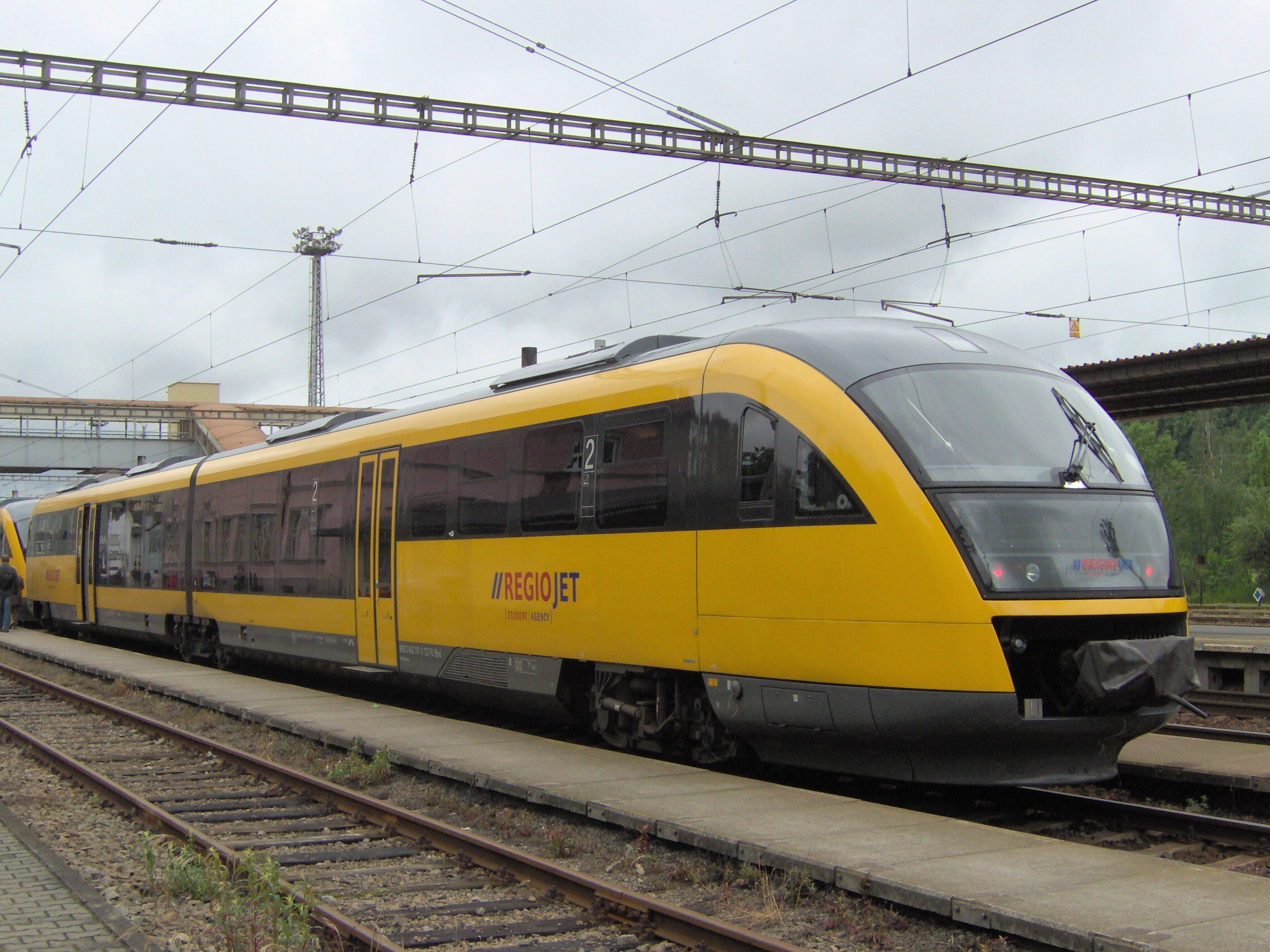
RegioJet festésű Siemens Desiro Skalice nad Svitavou állomásán

A RegioJet csehországi vonataihoz 9 darab 1990-ben és 1991-ben gyártott Škoda E630 villamos mozdonyt vásárolt a Ferrovie Nord Milanótól. A társaság használt ABmz 30-70 (12 db), Ampz 18-91 (8 db) és Bmz 21-70 (6 db) típusú személykocsikat is beszerzett az ÖBB-től, amelyek 2011. június elején és július végén érkeztek meg Csehországba, ezzel lehetővé vált, hogy 2011 szeptemberében legalább három vonat szolgálatba állhasson. Mindeközben folyamatban van 50 db új, 200 km/h sebességre alkalmas, légkondicionált személykocsi gyártása a romániai Astra vagongyárban, amelyek 2011 decemberében állhatnak forgalomba. Ezt követően a használt osztrák kocsik tartalékként fognak működni.
Szlovákiában 9 db Bombardier Talent dízel motorvonattal közlekedik.

## Fordítás
- Ez a szócikk részben vagy egészben a RegioJet című angol Wikipédia-szócikk ezen változatának fordításán alapul.  Az eredeti cikk szerkesztőit annak laptörténete sorolja fel. Ez a jelzés csupán a megfogalmazás eredetét és a szerzői jogokat jelzi, nem szolgál a cikkben szereplő információk forrásmegjelöléseként.